# Vancouver Grizzlies 1998-1999
La stagione 1998-99 dei Vancouver Grizzlies fu la 4ª nella NBA per la franchigia.
I Vancouver Grizzlies arrivarono settimi nella Midwest Division della Western Conference con un record di 8-42, non qualificandosi per i play-off.

## Roster
| N° | Naz.                       | Ruolo | Sportivo            | Anno | Alt. | Peso |
| -- | -------------------------- | ----- | ------------------- | ---- | ---- | ---- |
| 1  | Stati Uniti (bandiera)     | AC    | Cherokee Parks      | 1972 | 211  | 107  |
| 2  | Stati Uniti (bandiera)     | GA    | Doug West           | 1967 | 198  | 91   |
| 3  | Stati Uniti (bandiera)     | A     | Shareef Abdur-Rahim | 1976 | 206  | 102  |
| 6  | Stati Uniti (bandiera)     | G     | DeJuan Wheat        | 1973 | 183  | 75   |
| 7  | Stati Uniti (bandiera)     | GA    | Sam Mack            | 1970 | 201  | 100  |
| 10 | Stati Uniti (bandiera)     | G     | Mike Bibby          | 1978 | 185  | 86   |
| 11 | Stati Uniti (bandiera)     | G     | Lee Mayberry        | 1970 | 185  | 78   |
| 12 | Stati Uniti (bandiera)     | GA    | Rodrick Rhodes      | 1973 | 198  | 102  |
| 13 | Rep. Dominicana (bandiera) | G     | Felipe López        | 1974 | 196  | 90   |
| 14 | Venezuela (bandiera)       | A     | Carl Herrera        | 1966 | 206  | 98   |
| 23 | Stati Uniti (bandiera)     | A     | Jason Sasser        | 1974 | 201  | 102  |
| 24 | Stati Uniti (bandiera)     | G     | Terry Dehere        | 1971 | 188  | 86   |
| 32 | Stati Uniti (bandiera)     | AC    | Pete Chilcutt       | 1968 | 208  | 104  |
| 34 | Stati Uniti (bandiera)     | A     | Michael Smith       | 1972 | 203  | 104  |
| 40 | Senegal (bandiera)         | A     | Makhtar N'Diaye     | 1973 | 203  | 111  |
| 44 | Stati Uniti (bandiera)     | A     | Tony Massenburg     | 1967 | 206  | 100  |
| 50 | Stati Uniti (bandiera)     | C     | Bryant Reeves       | 1973 | 213  | 125  |
| 52 | Stati Uniti (bandiera)     | A     | J.R. Henderson      | 1976 | 203  | 103  |

## Staff tecnico
- Allenatore: Brian Hill
- Vice-allenatori: Lionel Hollins, Jim Boylan, Jack Nolan
- Vice-allenatore/scout: Lawrence Frank